# منتخب إسكتلندا للكورفبال
منتخب اسكتلندا للكورفبال هو ممثل اسكتلندا الرسمي في المنافسات الدولية في كرة السلة الهولندية
.